# Tetracamphilius clandestinus
Tetracamphilius clandestinus es una especie de pez de la familia Amphiliidae en el orden de los Siluriformes.

## Morfología
Los machos pueden llegar alcanzar los 2 cm de longitud total.
- Número de  vértebras: 35.[1]

## Hábitat
Es un pez de agua dulce y de clima tropical.

## Distribución geográfica
Se encuentran en África: río Ubangui.